# Kanton La Salvetat-sur-Agout
Kanton La Salvetat-sur-Agout (francouzsky Canton de La Salvetat-sur-Agout) je francouzský kanton v departementu Hérault v regionu Languedoc-Roussillon. Tvoří ho čtyři obcí.

## Obce kantonu
- Fraisse-sur-Agout
- La Salvetat-sur-Agout
- Le Soulié